# Кулиновка
Кулиновка — станция (населённый пункт) в Борисовском районе Белгородской области. Входит в состав Октябрьско-Готнянского сельского поселения.

## География
Находится в юго-западной части Белгородской области, в лесостепной зоне, при железнодорожной линии Готня — Казачок, на расстоянии примерно 8 километров (по прямой) к западу-северо-западу (WNW) от Борисовки, административного центра района. Абсолютная высота — 177 метров над уровнем моря.
Часовой пояс
Станция Кулиновка как и вся Белгородская область, находится в часовой зоне МСК (московское время). Смещение применяемого времени относительно UTC составляет +3:00.

## Население
| 2002 | 2010 |
| ---- | ---- |
| 29   | ↗41  |